# 天溷三
鯨魚座18，又名BD-13 128，HD 4307、SAO 147432、HR 203，是鯨魚座的一颗恒星，视星等为6.15，位于銀經117.05，銀緯-75.68，其B1900.0坐标为赤經0h 40m 27.3s，赤緯-13° -75.68′ 20″。